# Целендорфское кладбище
Целендорфское кладбище (нем. Friedhof Zehlendorf) — государственное кладбище земли Берлин в районе Целендорф по адресу: Онкель-Том-штрассе, 30-33. Заложено в 1872 году в связи с нехваткой места на кладбище при Целендорфской деревенской церкви. Позднее кладбище было расширено на север и была построена вторая часовня. На Целендорфском кладбище похоронены многие выдающиеся личности, в том числе, художники Оскар и Марг Молль, антифашисты из семьи Харнаков, актёры Генрих Георге и Берта Древс.